# Heilig-Geist-Kirche (Moosbach)

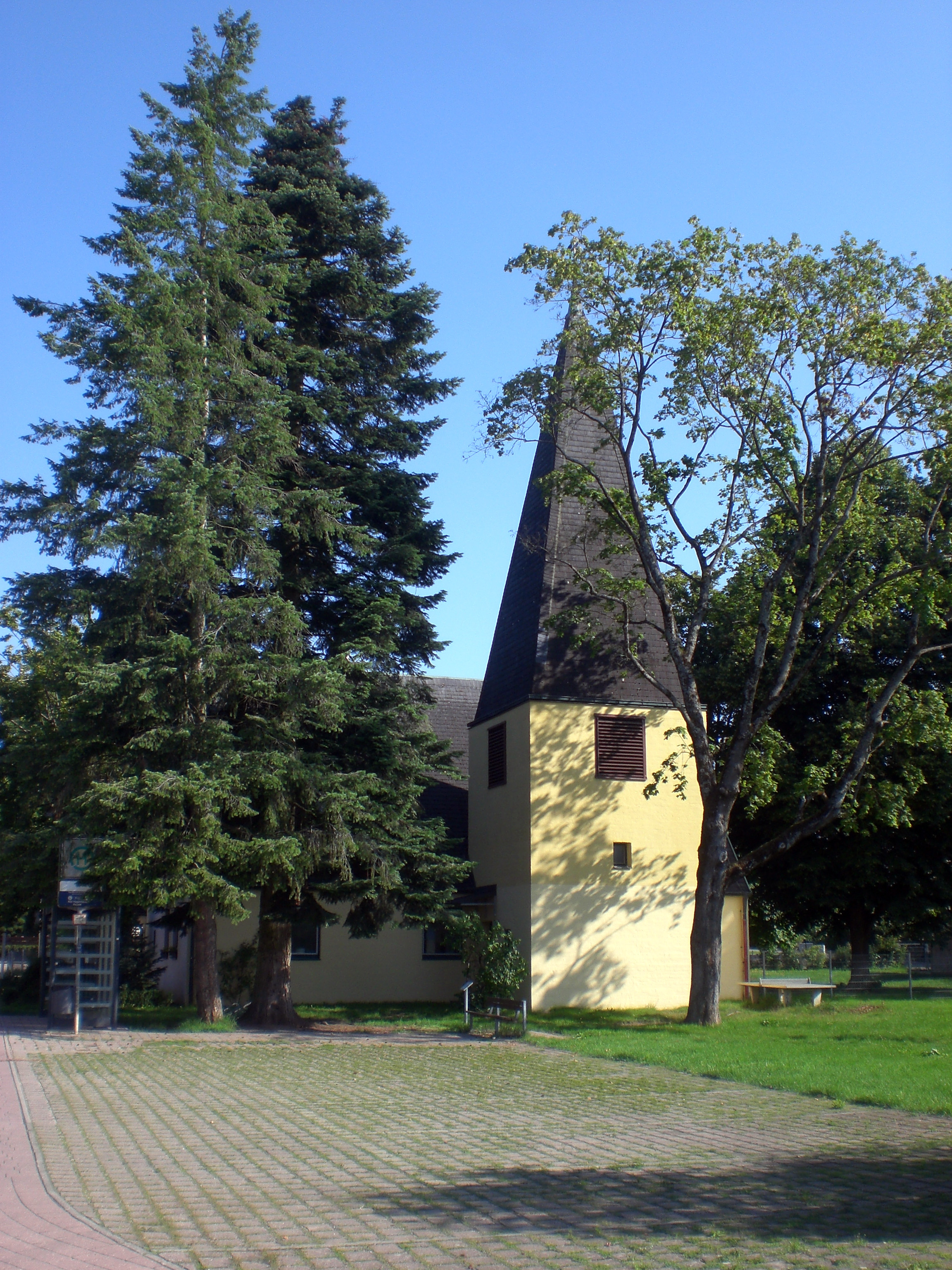
Heilig-Geist-Kirche in Moosbach

Die Heilig-Geist Kirche ist eine evangelische Kirche in Moosbach, einem Ortsteil der mittelfränkischen Marktgemeinde Feucht. Die Adresse der Kirche ist Kirchenstr. 26, 90537 Feucht.
Die Kirche gehört zur Kirchengemeinde St. Jakob in Feucht. Nach Nutzung ab dem Jahr 1915 im damaligen Erholungsheim Bethanien in Hahnhof wurden ab 1955 regelmäßig Gottesdienst im Saal einer örtlichen Gastwirtschaft gefeiert.
Ab 1961 zog man mit den Gottesdiensten in das neu erbaute, ehemalige Schulhaus in der Kirchenstraße um. Die Grundsteinlegung einer eigenen Kirche war am 27. September 1964 und am 18. Juli 1965 erfolgte die Einweihung der Moosbacher Heilig-Geist-Kirche.
Der nach Plänen des Architekten Winfried Heller aus Schwarzenbruck erstellte Bau zeichnet sich aus durch einen einfachen Raum mit hohem und freien Dachraum aus. Der Turm an der Seite ist ohne Zwischenbau mit dem Hauptgebäude verbunden.
Im Altarraum befindet sich ein 2,20 Meter × 2,20 Meter großen Balkenkreuz ohne oberen Schenkel mit einem Korpus. Das Kreuz stand schon am Altar in der Gastwirtschaft.
Die katholische Pfarrgemeinde von Herz-Jesu in Feucht nutzt die Kirche monatlich für eine Messfeier in Moosbach.